# Daniel Brodhead Heiner

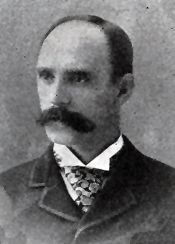
Daniel Brodhead Heiner

Daniel Brodhead Heiner (* 30. Dezember 1854 in Kittanning, Pennsylvania; † 14. Februar 1944 ebenda) war ein US-amerikanischer Jurist und Politiker. Zwischen 1893 und 1897 vertrat er den Bundesstaat Pennsylvania im US-Repräsentantenhaus.

## Werdegang
Daniel Heiner besuchte die öffentlichen Schulen seiner Heimat und danach die Dayton Academy sowie das Allegheny College in Meadville. Nach einem anschließenden Jurastudium an der Dickinson Law School in Carlisle und seiner 1882 erfolgten Zulassung als Rechtsanwalt begann er in Kittanning in diesem Beruf zu arbeiten. Außerdem wurde er im Bankgewerbe tätig. Zwischen 1885 und 1892 war er Bezirksstaatsanwalt im Armstrong County. Gleichzeitig schlug er als Mitglied der Republikanischen Partei eine politische Laufbahn ein. Zwischen 1884 und 1888 war er deren Bezirksvorsitzender im Armstrong County.
Bei den Kongresswahlen des Jahres 1892 wurde Heiner im 21. Wahlbezirk von Pennsylvania in das US-Repräsentantenhaus in Washington, D.C. gewählt, wo er am 4. März 1893 die Nachfolge von George Franklin Huff antrat. Nach einer Wiederwahl konnte er bis zum 3. März 1897 zwei Legislaturperioden im Kongress absolvieren. Im Jahr 1896 verzichtete er auf eine weitere Kandidatur.
Zwischen 1897 und 1902 war Daniel Heiner Bundesstaatsanwalt für den westlichen Teil von Pennsylvania; von 1902 bis 1913 arbeitete er für die Bundesfinanzbehörde im 21. Bundessteuerbezirk seines Staates. Dieses Amt bekleidete er zwischen 1921 und 1933 noch einmal. Im Juni 1920 nahm er als Delegierter an der Republican National Convention in Chicago teil, auf der Warren G. Harding als Präsidentschaftskandidat nominiert wurde. Er starb am 14. Februar 1944 im Alter von 89 Jahren in seinem Heimatort Kittanning, wo er auch beigesetzt wurde.